# Équipe de France de football en 1938
Chronologie
Saison précédente Saison suivante
L'équipe de France joue six matches en 1938 pour trois victoires et autant de défaites. 
Le match contre la Bulgarie a été décidé à la dernière minute pour remplacer France-Autriche. Car depuis le 11 mars, à cause de l'Anschluß, l'Autriche n'est plus un État indépendant.
Pour la coupe du monde, Maurice Cottenet est adjoint au sélectionneur Gaston Barreau et s'occupe de la préparation physique.

## Les matchs
| Date            | Stade                                           | Adversaire | Score | Comp | Buteurs français                                                      |
| 30 janvier 1938 | Parc des Princes Paris, France                  | Belgique   | V 5-3 | A    | Courtois (8e), Veinante (41e & 51e), Heisserer (47e), Kowalczyk (78e) |
| 24 mars 1938    | Parc des Princes Paris, France                  | Bulgarie   | V 6-1 | A    | Nicolas (6e & 87e), Aston (29e & 52e), Aznar (79e), Veinante (83e)    |
| 26 mai 1938     | Stade olympique Yves-du-Manoir Colombes, France | Angleterre | D 2-4 | A    | Jordan (32e), Nicolas (36e)                                           |
| 5 juin 1938     | Stade olympique Yves-du-Manoir Colombes, France | Belgique   | V 3-1 | CM   | Veinante (1re), Nicolas (11e & 69e)                                   |
| 12 juin 1938    | Stade olympique Yves-du-Manoir Colombes, France | Italie     | D 1-3 | CM   | Heisserer (8e)                                                        |
| 4 décembre 1938 | Stadio Partenopeo Naples, Italie                | Italie     | D 0-1 | A    | -                                                                     |

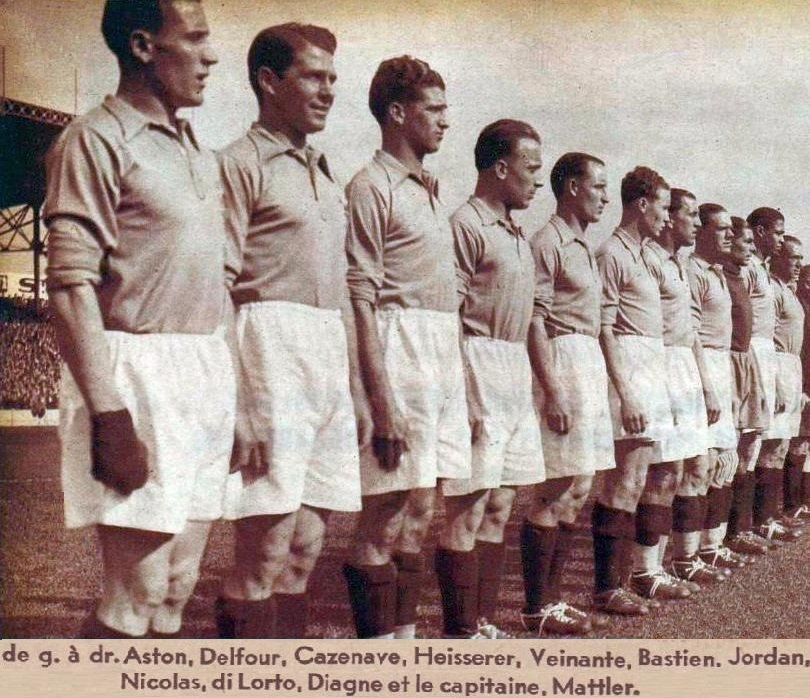
L'équipe de France de football à la Coupe du monde 1938.

A : match amical. CM : Coupe du monde 1938

## Les joueurs
| Joueurs                                                            |    |    |    |    |    |    |
| Gardiens de but                                                    |    |    |    |    |    |    |
| René Llense (FC Sète/AS Saint-Étienne)                             | 90 |    |    |    |    | 90 |
| Laurent Di Lorto (FC Sochaux)                                      |    | 90 | 90 | 90 | 90 |    |
| Défenseurs                                                         |    |    |    |    |    |    |
| Etienne Mattler (FC Sochaux)                                       | 90 | 90 | 90 | 90 | 90 | 90 |
| Hector Cazenave (FC Sochaux)                                       | 90 | 90 | 90 | 90 | 90 |    |
| Jules Vandooren (Olympique lillois) (15esélection)                 |    |    |    |    |    | 90 |
| Milieux                                                            |    |    |    |    |    |    |
| Auguste Jordan (Racing Paris) (1resélection)                       | 90 | 90 | 90 | 90 | 90 | 90 |
| François Bourbotte (SC Fives)                                      | 90 | 90 | 90 |    |    | 90 |
| Marcel Marchal (FC Metz) (1reet dernière sélection)                | 90 |    |    |    |    |    |
| Raoul Diagne (Racing Paris)                                        |    | 90 | 90 | 90 | 90 | 90 |
| Jean Bastien (Olympique de Marseille) (1resélection)               |    |    |    | 90 | 90 |    |
| Attaquants                                                         |    |    |    |    |    |    |
| Jean Nicolas (FC Rouen) (dernières sélections)                     | 90 | 90 | 90 | 90 | 90 | 90 |
| Oscar Heisserer (RC Strasbourg/Racing Paris)                       | 90 | 90 | 90 | 90 | 90 | 90 |
| Emile Veinante (Racing Paris)                                      | 90 | 90 |    | 90 | 90 | 90 |
| Roger Courtois (FC Sochaux)                                        | 90 |    | 90 |    |    |    |
| Ignace Kowalczyk (FC Metz) (5eet dernière sélection)               | 90 |    |    |    |    |    |
| Alfred Aston (Red Star Olympique/Racing Paris)                     |    | 90 | 90 | 90 | 90 | 90 |
| Emmanuel Aznar (Olympique de Marseille) (1reet dernière sélection) |    | 90 |    |    |    |    |
| Michel Brusseaux (FC Sète) (1reet dernière sélection)              |    |    | 90 |    |    |    |
| Edmond Delfour (Racing Club de Roubaix) (dernières sélections)     |    |    |    | 90 | 90 |    |
| Larbi Ben Barek (Olympique de Marseille) (1resélection)            |    |    |    |    |    | 90 |